# Índice de Pearl
El índice de Pearl es el índice estadístico más común para medir la eficacia de métodos anticonceptivos en estudios clínicos.

## Historia
El índice fue introducido por Raymond Pearl en 1933. Ha sido popular durante 70 años, en gran parte por la simplicidad de su cálculo.

## Descripción
El índice del método anticonceptivo se expresa con el índice de Pearl (IP)

### Cálculo
El cálculo del IP está basado en el número de embarazos no planificados por cada 100 mujeres/año (100 mujeres-año), es decir, el número de embarazos que sucederían en un grupo de 100 mujeres utilizando el método durante un año.

### Fórmula
{\displaystyle {\mbox{IP}}={\frac {{\mbox{Nº total de embarazos}}\cdot 12}{{\mbox{Nº de mujeres}}\cdot {\mbox{Nº de meses}}}}\cdot 100}
IP = Nº relativo de embarazos x 1.20 dividido por Nº de meses de exposición.
Hacen falta tres datos para obtener el Índice de Pearl de un estudio particular:
- El número total de meses o ciclos de exposición de las mujeres en el estudio,
- El número de gestaciones observadas, y
- La razón por la que se abandona el estudio (gestación u otra razón).

Hay dos métodos para calcular el Índice de Pearl:
- Primer método: se divide el número de gestaciones entre los meses de exposición, y el resultado del cociente se multiplica por 1.20.

- Segundo método: se divide el número de gestaciones entre los ciclos menstruales experimentados por las mujeres del estudio, y después se multiplica por 1.300. En este método, al contrario que en el anterior, se usa 1.300 en vez de 1.200, ya que la duración del ciclo menstrual es de 28 días aproximadamente, lo que equivale a 13 ciclos al año.

## Uso del índice de Pearl
El Índice de Pearl es usado a veces como una estimación estadística de embarazos no deseados en 100 mujer-años de exposición (así, 100 mujeres en un año de uso, o 10 mujeres en 10 años). Es usado para comparar métodos anticonceptivos; un bajo índice de Pearl representa una baja probabilidad de embarazo no deseado con un método anticonceptivo dado.
Normalmente, dos clases de índices de Pearl son publicados en los estudios de control de natalidad: 
- Uso Real del Índice de Pearl, que incluye todas las gestaciones en todos los meses (o ciclos) de exposición.
- Uso Perfecto o Metódico de Índice de Pearl, que solo incluye las gestaciones devengadas del uso correcto y consistente del método, e incluye solo los meses o ciclos en que el método se usó consistentemente.

En realidad se trata de ciclos de exposición, y estos ciclos suelen ser más cortos que un mes de calendario. Por esta razón, algunos autores prefieren utilizar el índice de Pearl "modificado", que multiplica el cociente anterior por 1.300 en vez de 1.200 (en un año obtendríamos aproximadamente 13 ciclos).

## Conclusión
El índice de Pearl (IP) es una medida correcta del "riesgo" de un embarazo no planificado, con las premisa de que todas las mujeres estudiadas tienen la misma probabilidad de quedarse o no embarazadas, y que estas probabilidades se mantienen constantes en el tiempo. 
Estas condiciones no son siempre ciertas y el índice de Pearl puede estar sesgado por el "riesgo" relativamente mayor de los usuarios que llevan poco tiempo con el método y el "riesgo" relativamente menor de los que tienen más experiencia.

## Comparación de Índices de Pearl
- Píldoras Anticonceptivas - 0.16%
- DIUs - 1-2%
- Métodos naturales
  - Método Ogino-Knaus - de 1 a 47% (fuertemente dependiente de la regularidad del ciclo)
  - Método de la temperatura basal - 0.8% (Döring 1967)
  - Método de Billings (basado en el moco cervical) - 2.8% (WHO 1981)
  - Método sintotérmico (combinación de signos periovulatorios y temperatura) - 0.2% (GOSH 1978) [1]

## Críticas
Como todas las medidas de efectividad en reproducción, el Índice de Pearl está basado en las observaciones en una población dada. Sin embargo, diferentes poblaciones usando el mismo anticonceptivo darán distintos valores del Índice. La cultura y la demografía de la población estudiada, además de las instrucciones de la técnica usada para aplicar el método, tendrán efectos significativos en la tasa de fallas.
El Índice de Pearl tiene grandes implicaciones; sin embargo, asume una falla constante en el tiempo.  Esta es una aplicación incorrecta.  
- Primero, las parejas más fértiles concebirán antes. Las parejas que se mantengan en el estudio son parejas de baja fertilidad.  *Segundo, los métodos anticonceptivos son más eficaces mientras más expertos sean los usuarios.  Mientras más tiempo esté una pareja en el estudio, más experta será usándolo. Así que, mientras más largo sea el estudio, el Índice de Pearl será más bajo - y las comparaciones de Índices Pearl de distintos estudios pueden ser no precisas.

El Índice de Pearl no provee información sobre variables que inciden sobre el estudio, como
- desafección con el método
- esperanza de mejorar la gestación
- efectos colaterales
- pérdidas de seguimiento

Una mala percepción común en el Índice de Pearl es 100 - i.e. 100% de las mujeres concebirían el primer año.  Sin embargo, si todas las mujeres concibieran el primer mes, el estudio daría un Índice de Pearl de 1.200 o 1.300.  El Índice de Pearl es un índice de riesgo estadístico eficaz si la tasa de fecundidad del primer año es baja. En 1966, dos estadísticos afirmaron acerca del Índice de Pearl :
el [Índice de Pearl ] no sirve como un estimador de vida, y las comparaciones entre grupos son imposibles de interpretar... La superioridad de tablas de vida u otros estimadores que no asumen un riesgo constante es clara.